# 小叶菝葜
小叶菝葜（学名：Smilax microphylla）为百合科菝葜属下的一个种。
其种加词microphylla，意为“小叶的”。